# ノースボロ・マナー・ハウス
ノースボロ・マナー・ハウス（英語: Northborough Manor House）は別名ノースボロ・ホール（Northborough Hall）若しくはノースボロ城（Northborough Castle）とも呼ばれる中世における要塞化されたマナー・ハウス、およびイングランドのケンブリッジシャー州ノースボロにある第一級指定建築物である。

## 歴史
ノースボロ城はリッチフィールド大司教のロジャー・ノースバーグによって1333年から1336年にかけて建てられた。現在は楼門主塔と大広間のみが残されている。その結果、歴史家のアンソニー・エメリーによれば「ケンブリッジシャーにある要塞化された城の中で最も洗練された城のひとつ」となった。楼門主塔は巨大な門に特色があり、跳ね橋若しくは落とし格子がなかったとはいえ、背後においてはかなりの防衛策が施されていた。境界線に沿って規則的に配置された出窓がある改良された照明装置が施された14世紀に流行した特徴があるこの大広間は壁画による装飾が施されていた。16世紀と17世紀頃には城の増築が行われた。
1565年にはジェームズ・クレイポール、1681年にはフィッツウィリアム卿に売却された。通説ではイングランド共和国初代護国卿であるオリバー・クロムウェルの訪問を受けている。1970年代には造園書作家であるロイ・ジェンダースに買収された。今日において楼門主塔は休暇用の貸別荘として利用可能であり、マナー・ハウスは予約した訪問者に開放されている。